# Згода (Канада)
Згода (англ. Zhoda) — невключена територія у регіоні Істмен, Манітоба, Канада. 

## Географія
Згода розташована приблизно за 20 км на північ від міста Віта на південному сході провінції Манітоба, Канада. 
Хоча так званий «Кут Згода» й розташовано на перетині траси РТН 12 і Манітобської дороги 302, у сільському муніципалітеті Ла-Брокері, центром селища вважається місце поблизу громадського будинку Згода, церкви Успіння Пресвятої Діви Марії Вініпезької митрополії УГКЦ та цвинтара у центрі поселення, якє також є частиною сільського муніципалітету Стюартберн. 
Поблизу поселення розташовано однойменне летовище.

## Топонім
Назва селища «Згода» має українське походження, яке дали селу українські емігранти. 

## Клімат
| Клімат у селищі Згода       | Клімат у селищі Згода | Клімат у селищі Згода | Клімат у селищі Згода | Клімат у селищі Згода | Клімат у селищі Згода | Клімат у селищі Згода | Клімат у селищі Згода | Клімат у селищі Згода | Клімат у селищі Згода | Клімат у селищі Згода | Клімат у селищі Згода | Клімат у селищі Згода | Клімат у селищі Згода |
| Показник                    | Січ.                  | Лют.                  | Бер.                  | Квіт.                 | Трав.                 | Черв.                 | Лип.                  | Серп.                 | Вер.                  | Жовт.                 | Лист.                 | Груд.                 | Рік                   |
| Абсолютний максимум, °C     | 7                     | 11                    | 17                    | 31                    | 33,5                  | 36,5                  | 36                    | 38,5                  | 32                    | 30,5                  | 19,5                  | 7,5                   | 38,5                  |
| Середній максимум, °C       | −11                   | −6,8                  | 0,6                   | 10,5                  | 19,2                  | 23,2                  | 25,1                  | 25                    | 18,4                  | 10,5                  | −1,4                  | −8,4                  | 8,7                   |
| Середня температура, °C     | −16,6                 | −12,4                 | −4,6                  | 4,3                   | 12,3                  | 16,9                  | 18,8                  | 18,2                  | 12,2                  | 5,1                   | −5,5                  | −13,1                 | 3                     |
| Середній мінімум, °C        | −22,1                 | −18                   | −9,7                  | −1,9                  | 5,5                   | 10,6                  | 12,5                  | 11,4                  | 6                     | −0,4                  | −9,7                  | −17,7                 | −2,8                  |
| Абсолютний мінімум, °C      | −43                   | −45                   | −37,5                 | −22,5                 | −8                    | −2                    | 2                     | 0                     | −8                    | −22                   | −39,5                 | −41                   | −45                   |
| Норма опадів, мм            | 20.8                  | 17.9                  | 22                    | 31.1                  | 61.7                  | 101.1                 | 89.3                  | 72.4                  | 65.4                  | 46.4                  | 30.6                  | 22                    | 580.6                 |
| --------------------------- | --------------------- | --------------------- | --------------------- | --------------------- | --------------------- | --------------------- | --------------------- | --------------------- | --------------------- | --------------------- | --------------------- | --------------------- | --------------------- |
| Джерело: Environment Canada |                       |                       |                       |                       |                       |                       |                       |                       |                       |                       |                       |                       |                       |

## Історія
Першим поселенцем цих місць були українські емігранти, які прибули на ці терени близько 1909 року. Згодом частина з українських родин залишили сільське господарство та переїхали в інші місця, тож нинішнє населення поселення складається з різних етнічних груп. 
В районі є кілька підприємств, у тому числі автокрамниця, нафтова свердловина, майданчик для переробки сміття, конюшня, ранчо, ферми та кілька свиноферм.
У березні 1917 року в Згоді була відкрита школа «Дувр», яка зараз знаходиться в Українському етнографічному музеї села Ґардентон

## Населення
Під час виборів у 2015 році в Згоді було 241 виборець, що мав право голосу. У 2013 році таких виборців було 188 осіб.